# Fogadó (városrész)
Fogadó Pécs egyik új városrésze a Szentlőrinci út (6-os főút) és a vasútvonal (a Budapest–Pécs-vasútvonal és a Murakeresztúr–Szentlőrinc-vasútvonal közös szakaszának nyomvonala) között, a Kodótól délnyugatra. Korábban Cserkút külterületéhez tartozott, s szántóként művelték. Ma lakott hely, városrész. A hely az ott álló csárdáról (vendégfogadóról) kapta nevét.
Itt ágazik ki a 6-os főútból az ormánsági Vajszlóra induló 5801-es út.